# Balma
Balma är en kommun i departementet Haute-Garonne i regionen Occitanien i södra Frankrike. Kommunen ligger i kantonen Toulouse 8e Canton som tillhör arrondissementet Toulouse. År 2022 hade Balma 17 431 invånare.

## Befolkningsutveckling
Antalet invånare i kommunen Balma
Referens:INSEE

## Monument

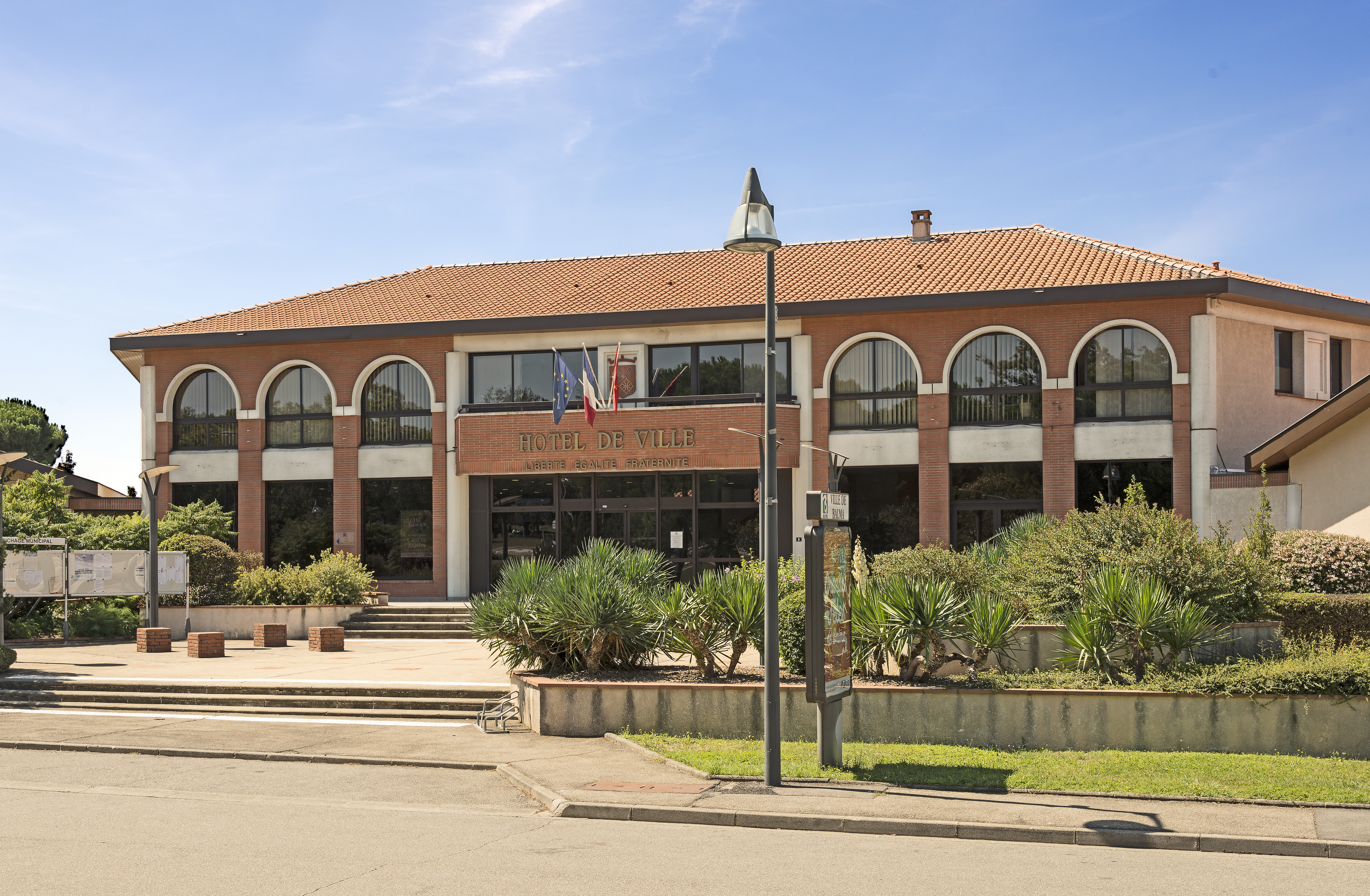
Stadshus
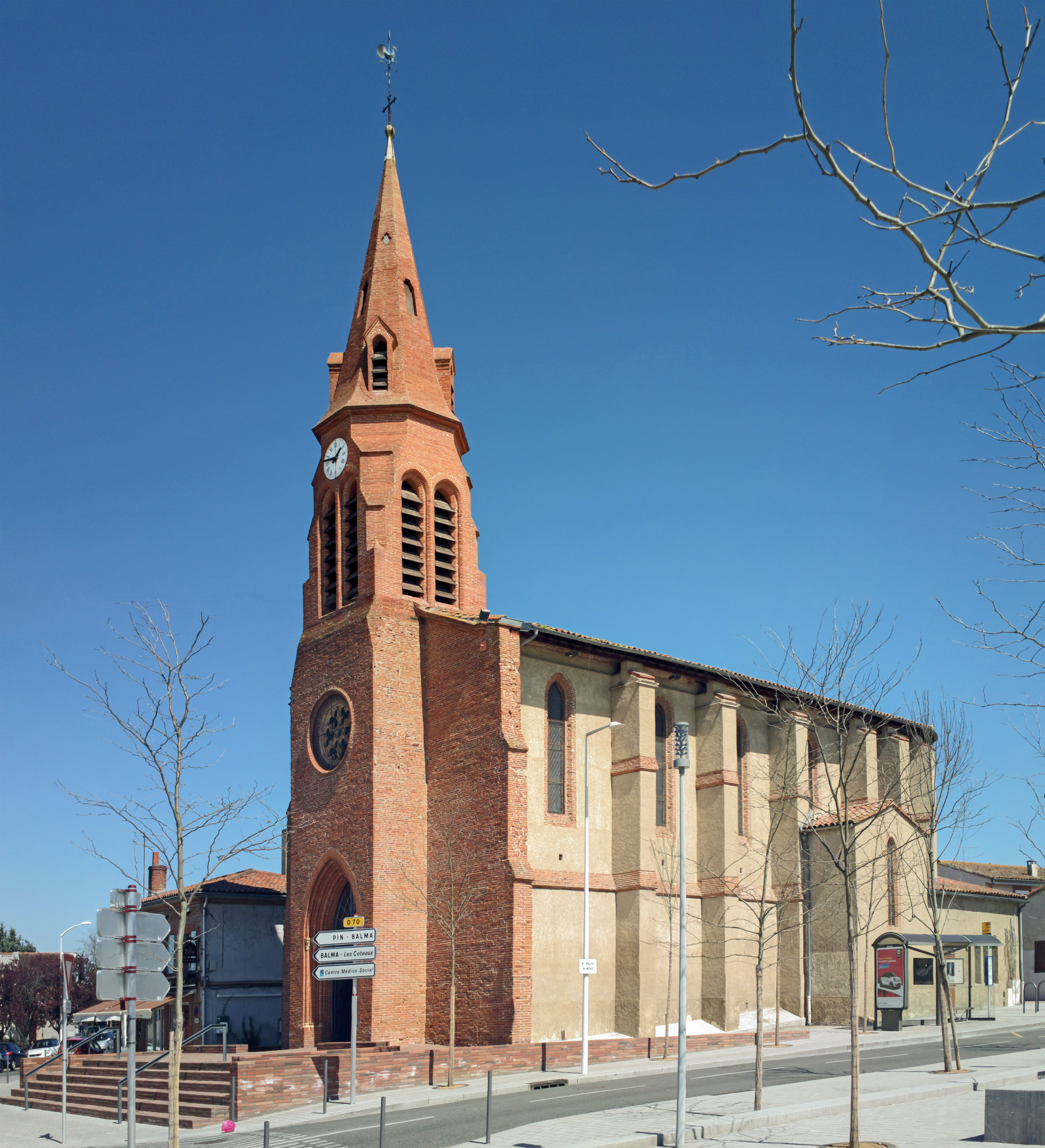
kyrka Saint-Joseph
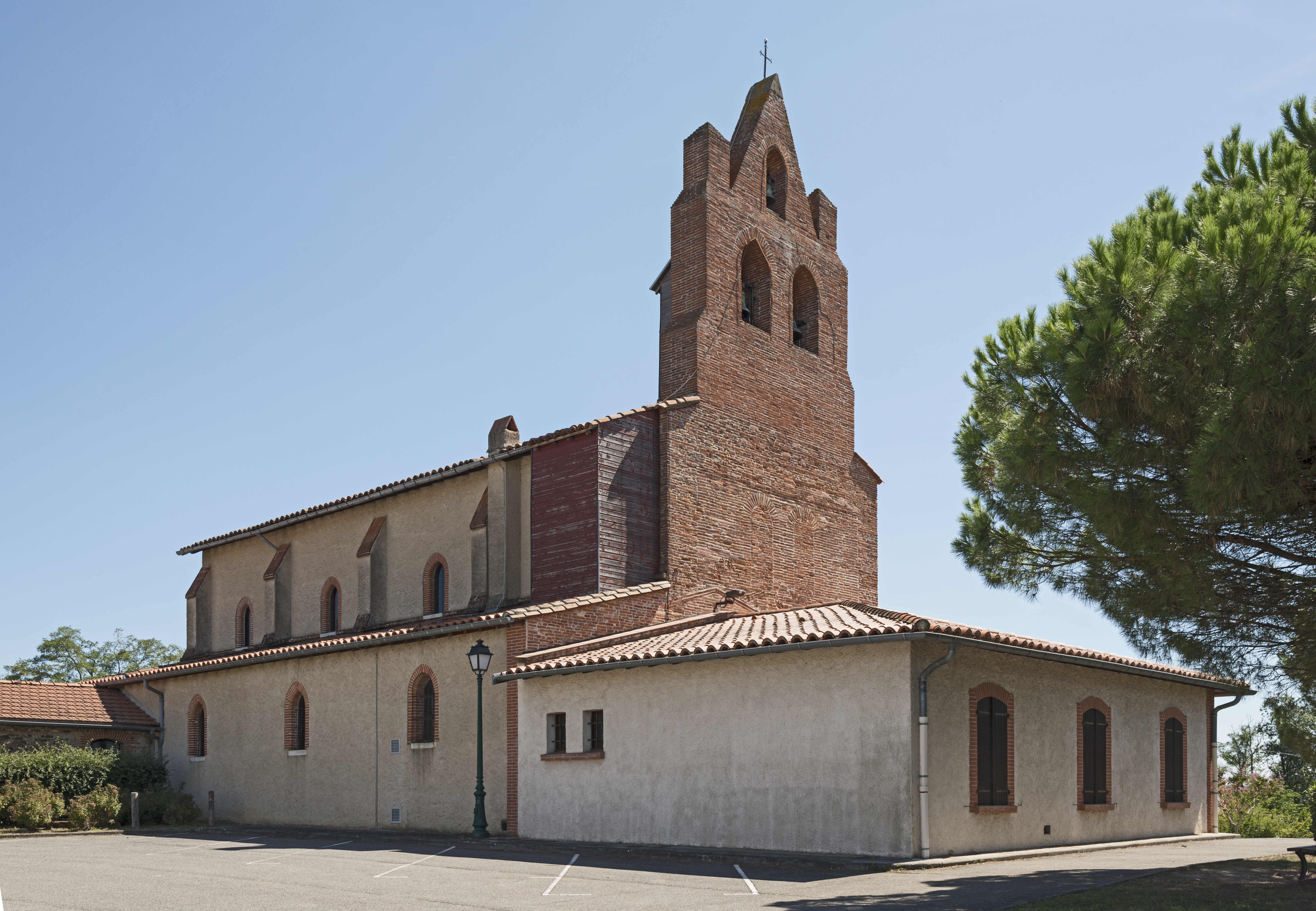
kyrka Saint-Martin-de-Boville
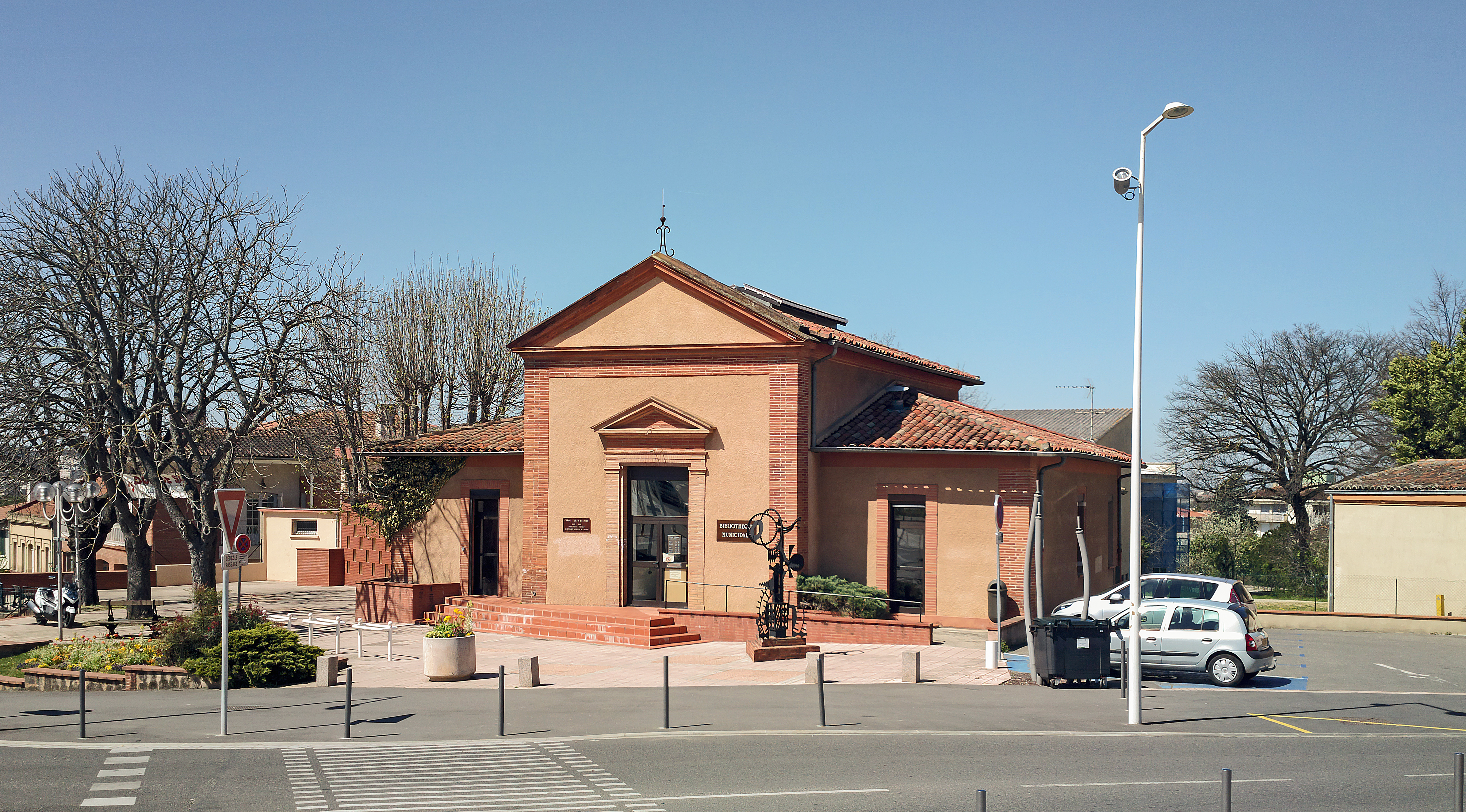
Allmänt bibliotek
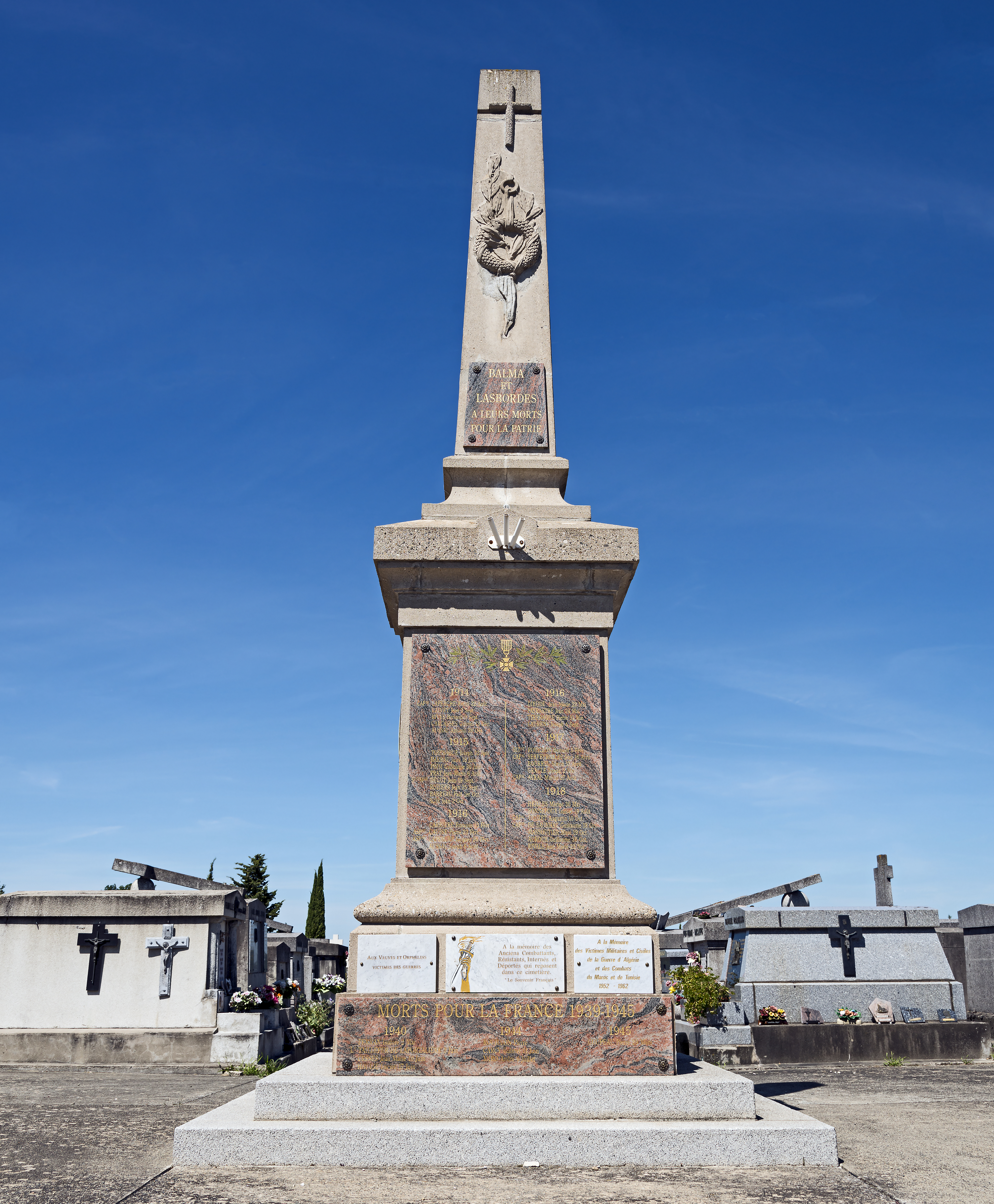
Krigaminnesmärke